# Heterixalus andrakata
Heterixalus andrakata Glaw e Vences, 1991 è una rana della famiglia Hyperoliidae, endemica del Madagascar.

## Descrizione
È una rana di taglia medio-piccola: i maschi raggiungono 23–29 mm di lunghezza, le femmine 28–32 mm.
Il dorso ha una colorazione gialla, con striature reticolari di colore verde-bluastro o nero. Il ventre è biancastro mentre le estremità sono di colore giallo arancio.

## Distribuzione e habitat
È diffusa nel Madagascar nord-orientale, nell'area compresa tra Sambava ed Andapa.
Popola le aree umide nei pressi delle risaie, dal livello del mare sino a 500 m di altitudine.